# Tricholomopsis
Tricholomopsis es un género de hongos estrechamente relacionado con el género Tricholoma. Su miembro más conocido y la especie tipo es Tricholomopsis rutilans, con una amplia distribución. El género contiene alrededor de 30 especies. Tricholomopsis fue descrito en 1939 por el micólogo estadounidense Rolf Singer.

## Lista de especies
- Tricholomopsis decora
- Tricholomopsis bambusina
- Tricholomopsis flammula
- Tricholomopsis flavissima
- Tricholomopsis formosa
- Tricholomopsis humboltii
- Tricholomopsis ornata
- Tricholomopsis ornaticeps
- Tricholomopsis osiliensis [3]
- Tricholomopsis rutilans
- Tricholomopsis sulfureoides
- Tricholomopsis totilivida